# Mvaï (peuple)
Pour les articles homonymes, voir Mvaï.
Les Mvaï (ou Mvae, Mvan, Mvay, Mvè) sont une population d'Afrique centrale vivant au nord du Gabon, dans la région du Haut-Ntem, autour de Minvoul, également au sud du Cameroun et en Guinée équatoriale. Ils font partie des Fangs du Sud. 

## Langue
Leur langue est le mvaï, l'un des dialectes du fang.

## Culture

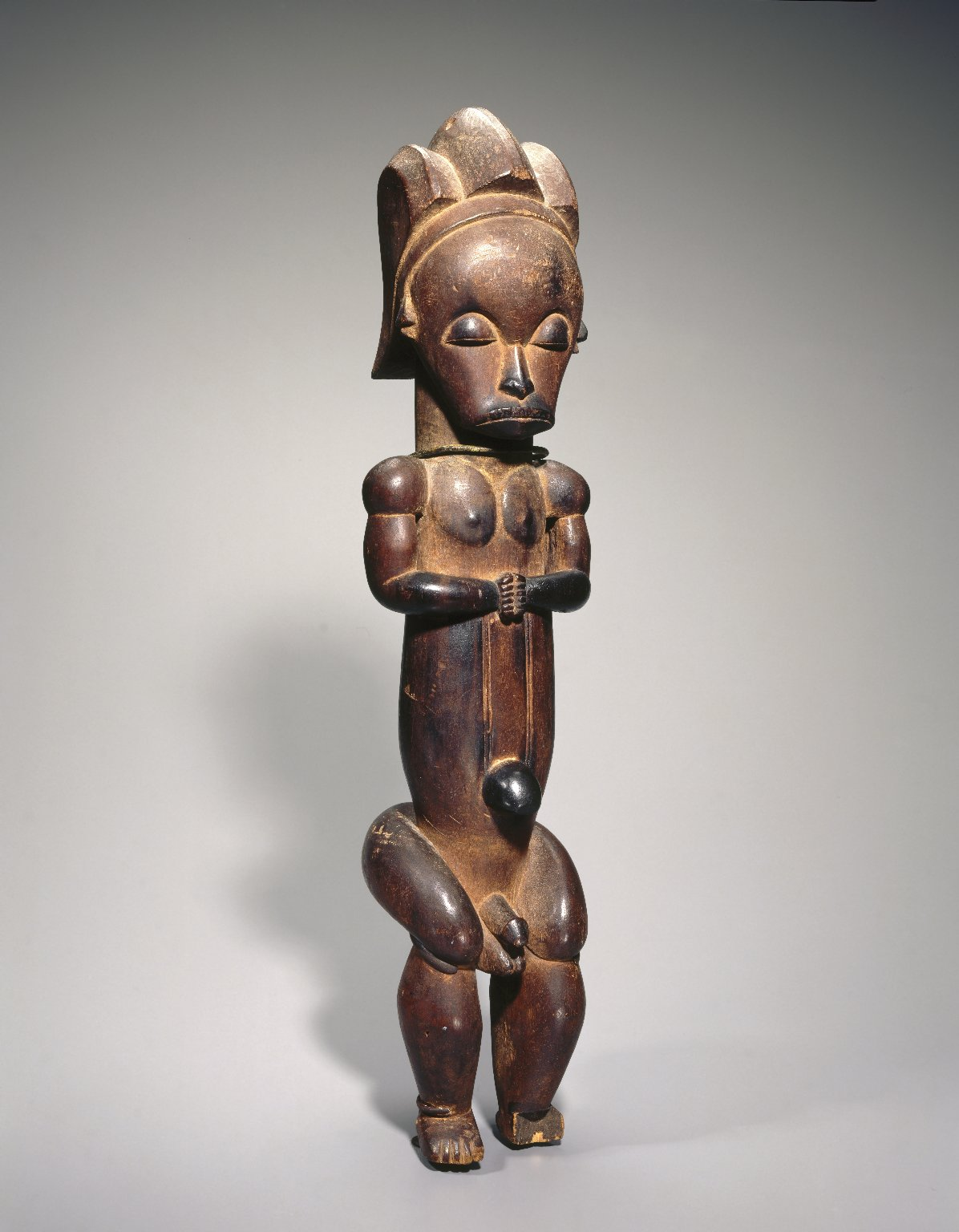
Gardien de reliquaire (eyema-o-byeri)